# 킬러들의 수다
"킬러들의 수다"는 장진 감독이 연출을 맡은, 신현준, 신하균, 원빈, 정재영 주연한 대한민국의 2001년작 영화이다.

## 기본 정보
- 장르: 드라마, 액션
- 제작국가: 대한민국
- 개봉일: 2001년 10월 12일
- 상영시간: 120분
- 등급: 15세 이상 관람가
- 제작년도: 2001년

## 제작진
- 감독: 장진
- 각본: 장진
- 제작: 강우석
- 촬영: 홍경표
- 편집: 김상범
- 음악: 한재권
- 미술: 이미지
- 특수효과: 민치순
- 조명: 송재석

## 출연진

### 주연
- 신현준 - 상연 역
- 정진영 - 조검사 역
- 신하균 - 이정우 역
- 정재영 - 재영 역
- 원빈 - 하연 역

### 그 외
- 오승현 - 화이 역
- 공효진 - 여일 역
- 고은미 - 오영란 역
- 정규수 - 김반장 역
- 김학철 - 최부장 역
- 윤주상 - 주씨 역
- 손현주 - 탁문배 역
- 조덕현 - 심복 역
- 민윤정 - 심 형사 역
- 임승대 - 화이 남 역
- 이하라 - 화이 남비서 역
- 김일웅 - 벤츠남 역
- 김지영 - 의뢰 할머니 역
- 류승범 - 폭주족 역
- 임원희 - 신부 역
- 이주영 - 신부 친구 역
- 송금식 - 사내 1 역
- 김영웅 - 사내 2 역
- 허기호 - 사내 3 역
- 양동재 - 사내 4 역
- 박경원 - 요원 1 역
- 김춘식 - 요원 2 역
- 김영훈 - 요원 3 역
- 박진택 - 요원 4 역
- 선학 - 요원 5 역
- 박영록 - 요원 6 역
- 함성오 - 요원 7 역
- 이광재 - 요원 8 역
- 최만수 - 요원 9 역
- 김형중 - 요원 10 역
- 양세리 - 아역
- 김진성 - 캡스 요원 역
- 호산 - 햄릿 역
- 이문수 - 레어티즈 역
- 윤진호 - 크러어티즈 역
- 문사비로 - 커트루스 역
- 우승림 - 오필리어 역
- 한용수 - 선왕 역
- 이정훈 - 병사 1 역
- 김민교 - 병사 2 역
- 이정환 - 시녀 역
- 엠티엠 - 코러스 역
- 장진 (특별출연)
- 홍경표 (특별출연)
- 정윤민 (특별출연)